# Nelipac II. Nelipčić
Nelipac II. Nelipčić († 1344.), hrvatski vojvoda i velikaš iz obitelji Nelipčića Cetinskih koji je vladao Kninom i Cetinskom knežijom. Poslije sloma bribirske moći 1322. godine, postao je najmoćniji velikaš na prostoru Hrvatske i Dalmacije.

## Podrijetlo i obitelj
Nelipac II. je bio sin plemića Jurja i imao je brata Izana II., čiji je sin Konstantin bio Nelipčev saveznik.  Bio je oženjen krbavskom kneginjom Vladislavom Kurjaković s kojom je imao sina Ivana, koji nije uspio održati snagu obitelji, već je bio prisiljen predati utvrđeni Knin kralju Ludoviku I. Anžuvincu (1342. – 1382.).

## Životopis
Uspon Nelipca II. započeo je ulaskom u službu bana Mladena II. na čijem je dvoru obnašao visoku dužnost vojvode te se tim naslovom koristio do smrti.
Godine 1322. bio je jedan od vodećih članova velikaške koalicije protiv bana Mladena II., čiji je poraz kod Blizne iskoristio za snaženje svog položaja kninskog kneza i ostvarenje snažne državine na teritoriju kninske, cetinske i psetske županije. Već iste godine, sukobio se s Bribircima i oteo im grad Knin, kojeg je učinio svojim sjedištem. Time je došao u sukob i s Bribircima i s hrvatsko-ugarskim kraljem, koji je još otprije nastojao obnoviti središnju kraljevsku vlast u Hrvatskoj.
Već 1324. godine knez Juraj II. Šubić Bribirski napao je vojvodu Nelipca II. ali je bio poražen. U želji da obnovi kraljevsku vlast nad Hrvatskom, kralj Karlo I. Anžuvinac (1301. – 1342.) poslao je 1326. godine bana Mikca Mihaljevića da podvrgne hrvatske velikaše vladarskom autoritetu. Međutim, protiv njega je ustao vojvoda Nelipac kojem su prišli i knezovi Kurjakovići, knez Juraj Mihovilović i grad Trogir te ga potukoše u ljeto iste godine.
Istodobno, knezovi Bribirski su nastavili sukob s vojvodom Nelipcem II. oko prevlasti nad Hrvatskom. Nelipac je 7. lipnja 1326. godine potukao kneza Jurja II. Bribirskog u kod izvora Krke, blizu Topolja. Te pobjede učinile su ga najmoćnijim velikašem u Hrvatskoj i kralj sve do njegove smrti nije uspio ostvariti vlast nad Hrvatskom.
Umro je 1344. godine, a naslijedila ga je njegova udovica Vladislava, u ime maloljetnog sina Ivana Nelipića.